# Urania (colección)

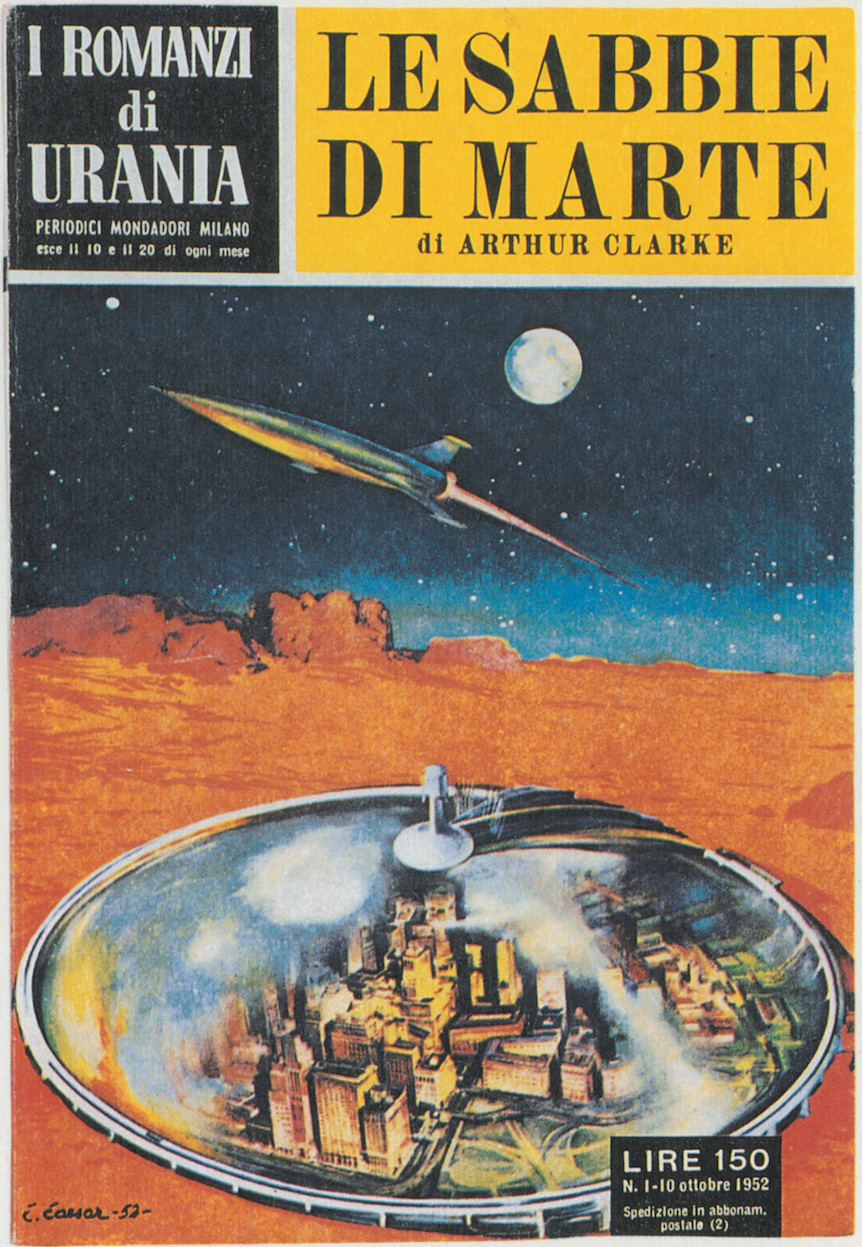
Portada del nº 1 de la colección Urania

Urania es una colección italiana de ciencia ficción publicada por Arnoldo Mondadori Editore desde el 10 de octubre de 1952.

## Historia
La primera edición publicó la novela Las arenas de Marte de Arthur C. Clarke. El nombre original de la serie fue «Las novelas de Urania» (en idioma italiano I Romanzi di Urania ), para diferenciarlo de otra publicación con el mismo nombre, pero conocida popularmente como Urania Rivista, que publicaba solamente cuentos cortos. Esta última, sin embargo, publicó únicamente catorce ediciones, por lo que I Romanzi di Urania adoptó pronto el nombre simple, que mantiene hasta hoy. Los cuentos cortos también comenzaron a publicarse, llegando a tener una periodicidad semanal, con más de 160 000 ejemplares.
Desde sus comienzos Urania ha sido la revista de ciencia ficción más mportante de Italia, presentando a los lectores italianos autores luego famosos como Isaac Asimov, Alfred Elton van Vogt, Robert A. Heinlein, J. G. Ballard, Philip K. Dick y muchos otros. El primer editor fue Giorgio Monicelli (hermano del director de cine Mario Monicelli): a Monicelli se le atribuye la invención de la palabra fantascienza con el significado de ciencia ficción en Italia. Entre 1964 y 1985 las novelas y cuentos cortos fueron seleccionados por los reconocidos escritores e intelectuales Carlo Fruttero y Franco Lucentini, que también publicaron algunas obras propias bajo seudónimo. Su sucesor fue Gianni Montanari, un editor y escritor de ciencia ficción bien conocido, que trabajó para la colección hasta 1990.
La mayoría de las obras publicadas corresponden a autores norteamericanos y británicos, con algunos franceses en los primeros años. Los autores italianos aparecen por lo general bajo seudónimo. En épocas recientes los autores italianos han tenido una presencia más frecuente.
El premio Urania se lanzó en 1990, y ha estado abierto para novelas italianas inéditas de autores famosos o desconocidos. El ganador es premiado con la publicación en la colección. El primer ganador fue Vittorio Catani con su novela Los universos de Moras (Urania Nº 1220). En 1994 publicó la primera novela de un autor sin fama previa,  Valerio Evangelisti, ganador del premio de ese año con Nicholas Eymerich, inquisidor. Otros ganadores fueron Nicoletta Vallorani y Massimo Mongai.

## Artistas de portada
Las primeras portadas de la colección fueron diseñadas por Carlo Jacono y Kurt Caesar, pero las de la era de oro de la publicación fueron dibujadas por el conocido pintor holandés Karel Thole, quien introdujo su estilo bizarro, surrealista, pleno de horror, citas clásicas y sentido del humor.  Otros artistas que trabajaron para las portadas de Urania fueron el español Vicente Segrelles entre 1988 y 1991, y el argentino Oscar Chichoni en la década de 1990. El artista actual es Franco Brambilla.

## Proyectos derivados
La colección lanzó una gran cantidad de series derivadas, la mayoría de corta duración y que ya han cesado:
- Una excepción notable a esta regla es Millemondi, que comenzó en la década de 1970 con una periodicidad de 3 semanas. Reedita novelas famosas de grandes autores de ciencia ficción, ya publicadas en la colección principal. Algunas veces ha albergado series inéditas de cuentos cortos.
- Urania Argento (Urania de plata) fue una serie mensual iniciada en 1995 con tapas imprsionantes por Oscar Chichoni y novelas largas inéditas: se lanzaron 14 números.
- Urania Blu: de 1984 se lanzó para reimprimir las principales colecciones cuentos cortos y otros trabajos relevantes (notablemente una colección de artículos sobre ciencias ficción de Isaac Asimov), pero sus ediciones alcanzaron solo los 4 números.
- Urania Biblioteca fue otra serie de reimpresiones con periodicidad irregular.
- Classici Urania fue una serie de reimpresiones mensuales de las mejores novelas y antologías de la colección principal.
- Urania Fantasy, fue una serie mensual dedicada a títulos de fantasía entre 1988 y 1995, cancelada luego de 79 ediciones. Fue retomada entre 2001 y 2006 con 9 ediciones discontinuas.[3] Un nuevo número 1, con cuentos de Robert E. Howard sobre Kull se publicó en abril de 2008.
- Urania Collezione comenzó en 2003 y todavía se publica mensualmente: es similar a Classici Urania pero incluye traducciones revisadas ( hasta la década de 1980 las novelas se editaban muy abreviadas) y una mejor presentación.

También un subproducto de Urania es Epix, una publicación mensual lanzada en 2009 que alberga novelas de horror, fantasía y antologías, principalmente de autores italianos.
Por muchos años Urania incluyó una sección humorística: los principales títulos fueron B.C, y The Wizard of Id `por Johnny Hart, y Catfish por Bollen y Peterman.